# Seven de Estados Unidos

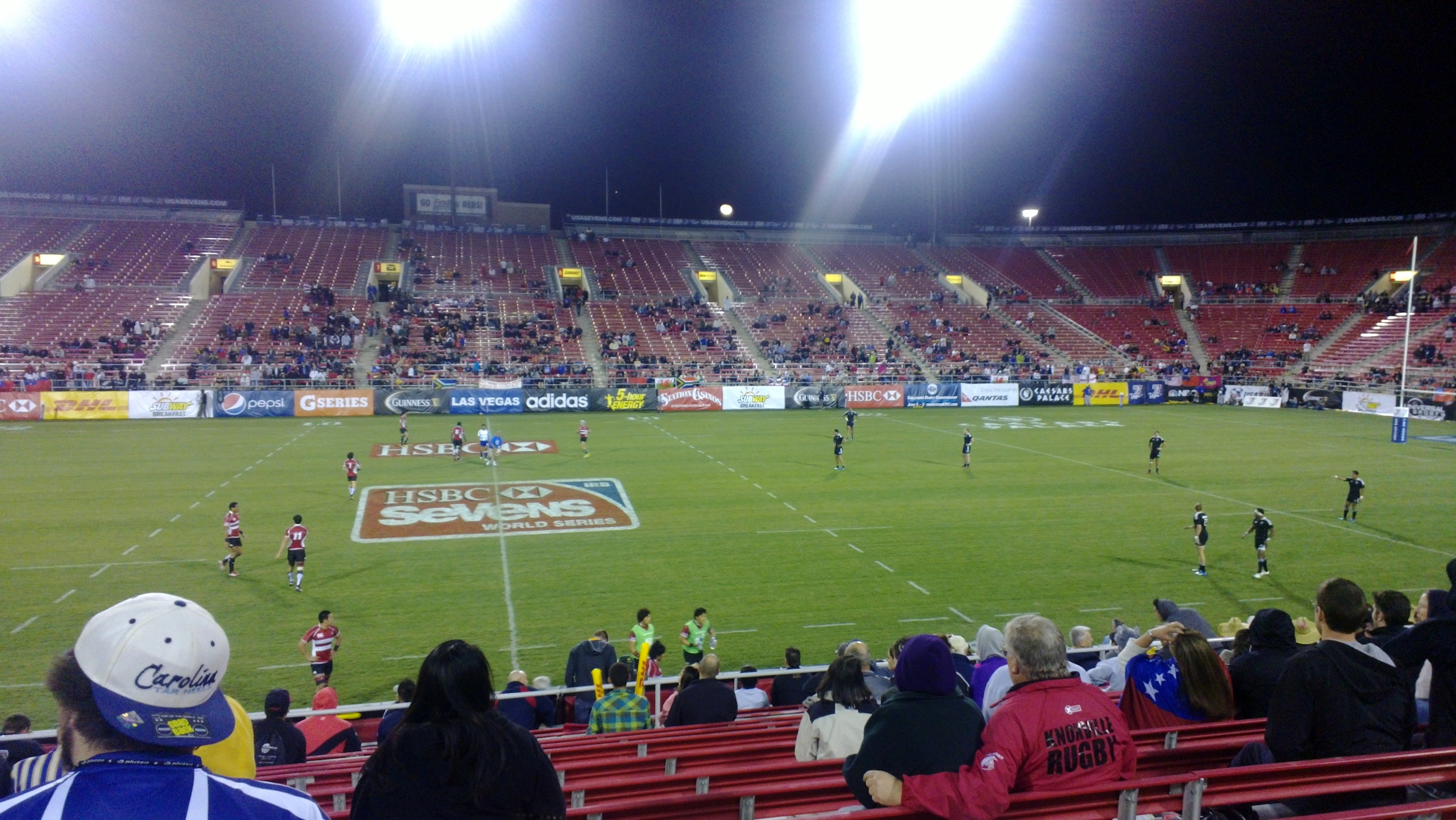
Seven de Estados Unidos 2012

El Seven de Estados Unidos es un torneo masculino de rugby 7 que se disputa en Estados Unidos desde 2004. Forma parte de la Serie Mundial de Rugby 7, y por tanto atrae a las principales selecciones nacionales. Es el torneo de rugby más prestigioso del país, donde se transmite a nivel nacional por la cadena de aire NBC.
Las tres primeras ediciones se jugaron en el Home Depot Center de Los Ángeles. Entre 2007 y 2009 se celebró en el Petco Park de San Diego. 
Desde 2010 hasta 2019, el torneo se realizó en el Sam Boyd Stadium de Las Vegas.

## Palmarés
| Año              | Campeón        | Marcador     | Subcampeón    |
| ---------------- | -------------- | ------------ | ------------- |
| Los Ángeles 2004 | Argentina      | 21–12        | Nueva Zelanda |
| Los Ángeles 2005 | Nueva Zelanda  | 34–5         | Argentina     |
| Los Ángeles 2006 | Inglaterra     | 38–5         | Fiyi          |
| San Diego 2007   | Fiyi           | 38–24        | Samoa         |
| San Diego 2008   | Nueva Zelanda  | 27–12        | Sudáfrica     |
| San Diego 2009   | Argentina      | 19–14        | Inglaterra    |
| Las Vegas 2010   | Samoa          | 33–12        | Nueva Zelanda |
| Las Vegas 2011   | Sudáfrica      | 24–14        | Fiyi          |
| Las Vegas 2012   | Samoa          | 26–19        | Nueva Zelanda |
| Las Vegas 2013   | Sudáfrica      | 40–21        | Nueva Zelanda |
| Las Vegas 2014   | Sudáfrica      | 14–7         | Nueva Zelanda |
| Las Vegas 2015   | Fiyi           | 35–19        | Nueva Zelanda |
| Las Vegas 2016   | Fiyi           | 21–15        | Australia     |
| Las Vegas 2017   | Sudáfrica      | 19–12        | Fiyi          |
| Las Vegas 2018   | Estados Unidos | 28–0         | Argentina     |
| Las Vegas 2019   | Estados Unidos | 27–0         | Samoa         |
| Los Ángeles 2020 | Sudáfrica      | 29–24        | Fiyi          |
| Los Ángeles 2022 | Nueva Zelanda  | 28–21        | Fiyi          |
| Los Ángeles 2023 | Nueva Zelanda  | 22–12        | Argentina     |
| Los Ángeles 2024 | Francia        | 21–0         | Gran Bretaña  |
| Los Ángeles 2025 | A disputarse   | A disputarse | A disputarse  |

## Posiciones
- Número de veces que las selecciones ocuparon cada posición en todas las ediciones.

| Equipo         | Campeón | 2º puesto |
| -------------- | ------- | --------- |
| Sudáfrica      | 5       | 1         |
| Nueva Zelanda  | 4       | 6         |
| Fiyi           | 3       | 5         |
| Argentina      | 2       | 3         |
| Samoa          | 2       | 2         |
| Estados Unidos | 2       |           |
| Inglaterra     | 1       | 1         |
| Francia        | 1       |           |
| Australia      |         | 1         |
| Gran Bretaña   |         | 1         |